# Cao Xiu
Cao Xiu (data desconhecida - 228), nome de cortesia Wenlie, foi um general militar chinês do estado de Cao Wei no final da dinastia Han e inicio do período dos Três Reinos da China.

## Carreira militar
Cao Xiu começou sua carreira no final da dinastia Han Oriental como oficial sob o comando de Cao Cao. Nas primeiras expedições militares em Hanzhong,  enganou e derrotou o general subordinado a Zhang Fei, o jovem Wu Lan (吳蘭). 
Mais tarde, ele se tornou comandante militar de nível provincial e participou em batalhas contra o estado de Wu. Faleceu na primaveira de 228, logo após a derrota de Wei, na Batalha de Shiting.